# Антоновка (Ивано-Франковская область)
Антоновка (укр. Антонівка) — село в Тлумачской городской общине Ивано-Франковского района Ивано-Франковской области Украины.
Население по переписи 2001 года составляло 307 человек. Занимает площадь 5,52 км². Почтовый индекс — 78011. Телефонный код — 03479.

## Памятки
- Церковь Святого Дмитрия 1903 г.

## Известные люди
- Терлецкий Стефан — Британский политик, родился в селе
- Марийка Подгорянка — советская украинская поэтесса, работала в селе учителем